# Львівська земля

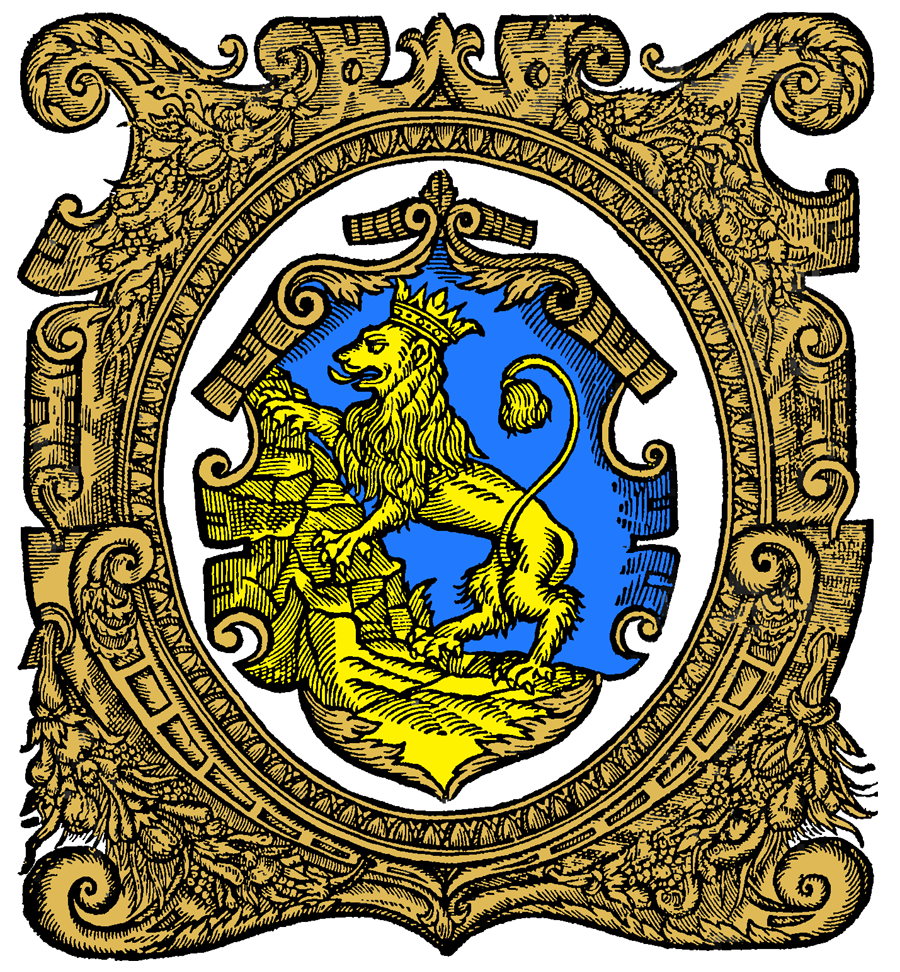
Герб Львівської землі із «Опису Сарматії Європейської» (1578)

Львівська земля (пол. ziemia lwowska, лат. terra Leopoliensis) — одна з п'яти земель Руського воєводства (1434—1772) у складі Корони Королівства Польського, з 1569 року — Речі Посполитої. Формування землі почалось у другій половині ХІІІ ст. з піднесення ролі Львова у Галицького-Волинському князівстві.

## Історія

### Давні часи

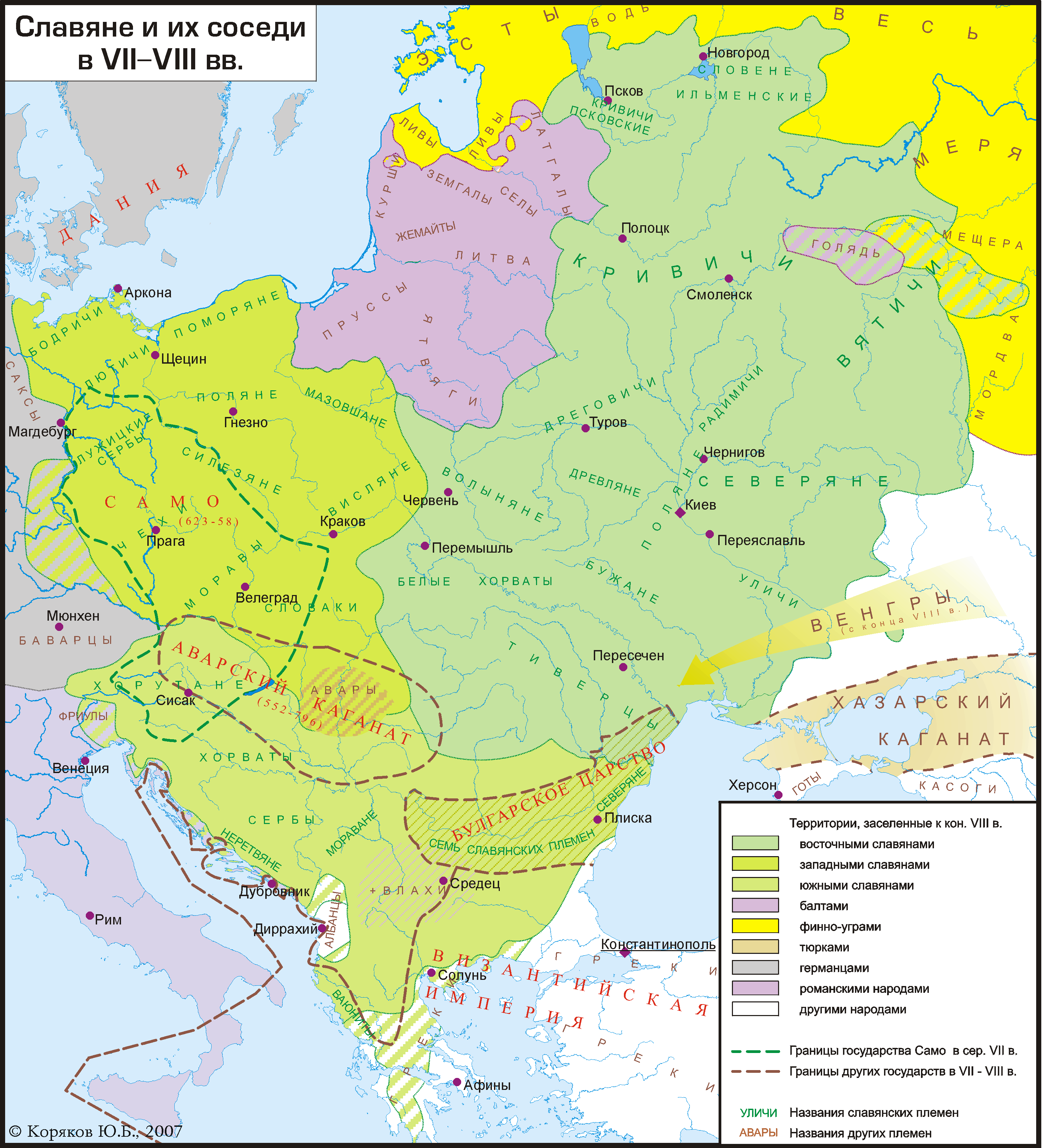
Карта розселення слов'ян VII—VIII ст.

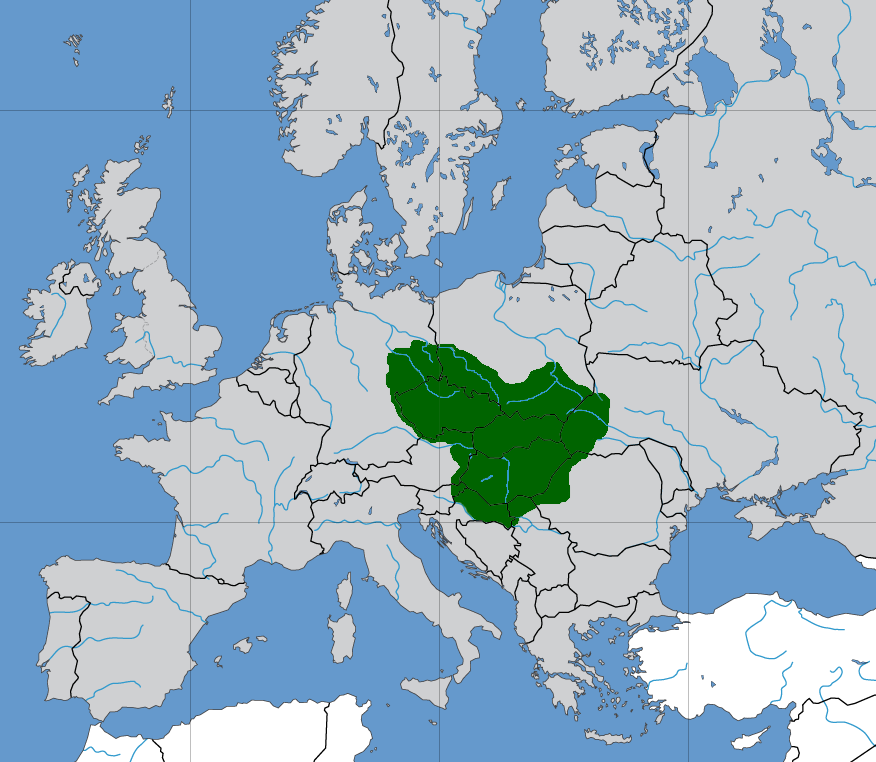
Велика Моравія наприкінці ІХ ст.

Найдавніші державні структури слов'янських племен на території Львівської землі почали зароджуватись у VI ст. за доби легендарних братів Руса, Ляха, Чеха. Припускають, що у Стільсько неподалік міста Миколаєва знаходився у VIII—IX ст. один з племінних центрів Білих хорватів. Не менш значним слов'янським поселенням цього ж періоду було Пліснесько неподалік Бродів — Олеська. До середини IX ст. ці землі увійшли до Великоморавської держави, що розпалась після розгрому її війська 907 мадярськими племенами у битві біля Братислави. Того ж 907 року хорвати брали участь у поході князя Олега на Константинополь, можливо, шукаючи у нього захисту від агресивних кочових племен. Після розгрому мадярів 955 на річці Лех німецьким військом імператора Оттона І чеський князь Болеслав І Жорстокий приєднав моравські землі. За правління його сина Болеслава ІІ Побожного Краківською землею лише у 986/89 роках заволодів польський князь Мєшко І, то ж малоймовірно, що князь Володимир І Великий у поході 981 зайняв землі ляхів, адже Нестор літописець писав, що у похід 992 він ходив проти хорватів. Можливо, ознакою примирення князя з місцевою аристократією були два шлюби князя (980—1015) з двома чешками, чиї імена невідомі. Також «Чеська хроніка» подавала 1086 східні кордони Празької дієцезії по річках Бузі і Стирі.

### Звенигородське князівство
Князі Ростиславичі близько 1086 посіли три удільні княжі центри — Перемишль, Звенигород, Теребовлю, що стало початком виокремлення Галичини з Київської держави. Згадка про вбивство князя, чи то першого короля Русі Ярополка Ізяславича по дорозі до Звенигорода (1086/87) стала першою згадкою про удільну княжу столицю, де з 1085 правив Володар Ростиславич. Звенигород 1124 успадкував його син Володимирко, який після смерті брата Ростислава зайняв Перемишль, передавши 1129 Звенигородське князівство племіннику Івану Ростиславичу (Берладнику), прогнаному 1144 ним з Галичини. На 1141 Володимирко успадкував Теребовельське князівство, що спонукало його перенести столицю об'єднаної Галичини до Галича і що призвело до поступового занепаду Звенигорода. У час князівських міжусобиць Звенигород облягали: київський князь Всеволод Олегович (1144, 1147), перемишльський князь Ростислав Володарович (1127), князь Данило Галицький разом з угорськими загонами (1211). Останнім удільним князем у Звенигородському князівстві був Роман Ігоревич (1206—1208). На 1221 галицький князь Мстислав Удатний передав місто боярину Судиславу. Більш героїчною постаттю у Звенигороді був воєвода, боярин Іван Халдієвич, який на другий день облоги 1146 примусив міщан не здавати місто, стративши трьох ініціаторів віча, що дозволило витримати триденні атаки київського князя. Навколишні болота річки Білки не врятували місто 1241 року від захоплення і знищення ордами Батия. Звенигород став одним з небагатьох великих міст, що не відродились після монголо-татарського погрому, перетворившись на рядове село.
Із заходу Звенигородське князівство межувало з Перемишльським по лінії річки Верещиці, на півночі з Белзьким, на сході з Теребовельським, але брак документальних згадок не дозволяє точно визначити межі князівств, тому імовірно вони збігалися з теренами пізнішої Львівської землі. Через Звенигород пролягали шляхи на Перемишль, Галич, Волинь, Київ. З міст князівства збереглись окремі згадки про Голі Гори (Гологори), вперше згадані 1144 року, під якими 1097 відбулась битва галицьких князів з волинськими і звідки походив боярин Клим'ята (1231). При поході князя Михайла Всеволодовича 1232 було згадано Підгорай, а у XIV ст. існувала Підгорайська волость (можливо, городище біля с. Зарудці Жовківського Львівської обл.), поряд знаходився Щекотів, згаданий 1242 (можливо, городище біля с. Глинське). У місті Щирець 1126 пробували замиритись брати князі Володимирко з Ростиславом.

### Галицько-Волинське князівство

Реконструкція штандарту Львівської землі з Грюнвальдської битви

Львів був вперше згаданий 1256, а через три роки на вимогу татар його укріплення розкидали разом з найбільшими містами Галицько-Волинського князівства. На той час місто перейняло функції територіального центру від розміщеного поряд Звенигорода. До кінця ХІІІ ст. Львів став головним містом володінь князя Лева І, а з 2-ї половини XIV ст. місто отримало статус столиці королівства Русі, захопленого володарями Корони польського королівства і Корони св. Стефана. До кінця XIV ст. склалась патова ситуація, коли титулярними володарями Руського королівства були угорські королі, що затвердив Папа Римський наприкінці XIV ст., а дійсними володарями були королі Польщі. Оскільки володарі Корони не мали права на ці землі, а володарі Корони св. Стефана не мали сил і можливостей для повернення земель через просування турків, то питання приналежності земель королівства Русі декілька разів відкладалось до з'їзду баронів обох країн. У битві під Грюнвальдом 1410 полк Львівської землі виступив під штандартом, синьо-жовті барви якого (як і штандарту Перемишльської землі) лягли в основу національного прапора.

### Руське воєводство
Зрештою 1434 королівство Русі було анексоване Короною і зведене до Руського воєводства. Проти анексії не виступила руська шляхта, отримавши напередодні зрівняння своїх прав з польською. У Руському воєводстві було визначено межі п'яти земель, де Львівська земля складалась з двох повітів — Львівського і Жидачівського. Ще деякий час зберігались колишні волості часів Галицько-Волинського князівства: Городоцька (1448, 1469), Щирецька (1442) та передана з Волині Олеська (з 1439—1443).
Львівська земля на заході межувала з Перемиською, на сході — з Галицькою, на півночі — із землями Белзькою і Буською Белзького воєводства, на півдні доходила до Карпат. У Львові знаходилось староство гродове, відбувались земські Сеймики, за доби І Речі Посполитої збирався Трибунал Провінції Малопольської на рівних правах з Люблінським Трибуналом, виносячи рішення для воєводств Руського, Белзького, Волинського, Подільського, Брацлавського, Чернігівського, Київського.
У Жидачеві знаходились уряди гродового староства. Збір шляхти, посполитого рушення, військ землі проводився під Глинянами на заклик львівського старости. Шляхта повітів обирала по 6 депутатів на Сеймики воєводства, Трибунал Коронний і Трибунал Скарбовий. Шляхта Львівської землі збиралась на генеральний Сеймик воєводства у Судовій Вишні разом з шляхтою Перемишльської і Саноцької земель. Львівська земля разом з Руським воєводством була ліквідована після першого поділу Речі Посполитої і створення 1772 Габсбургами у своїй державі коронної землі Королівства Галичини і Володимирії, поділеної на округи. Варто зазначити, що ще з 1526 майбутній імператор Фердинанд І Габсбург носив титул короля… Німеччини, Угорщини,… Галичини, Володимирії … (King of Germany, Hungary, Bohemia, Dalmatia, Croatia, Slavonia, Rama, Serbia, Galicia, Lodomeria, Cumania, Bulgaria). Терени Львівської землі знаходились у округах Львівському, Жовківському, Бережанському, Золочівському, Стрийському, Станіславівському.
На 1578 р. налічувалось 55 парохіяльних церков у містах і 410 — у селах (проти 43 латинських).

## Міста
При люстрації на 1676 у львівській землі нарахували 42 міста і 618 селищ, з них у жидачівському повіті 9 міст і 170 селищ. За кількістю міщан поселення ділились на міста «urbs» та містечка «oppidum». На 1773 у Галичині налічувалось 187 міст і 93 містечка, а до 1780 їхня чисельність зросла до 261 міста і 67 містечок. Загалом Львівська земля у Руському воєводстві за кількістю міст поступалась лише Галицькій землі, при тому, що Львів з 25-30 тисячами населення на середину XVII ст. був найбільшим містом тогочасної України і за значимістю у Речі Посполитій поступався лише столичним Варшаві, Кракову, Вільно.
У Львівській землі для прикладу можна згадати міста, частина яких до XVIII ст. занепала, стала селами, зберігаючи донині міський герб.
Міста Львівського повіту (в дужках подано рік надання магдебурзького права):
- Бережани (1530)

- Берездівці (1526)

- Бібрка (королівщина, 1469)

- Білий Камінь (1682)

- Броди (1584)

- Вижняни (1400)

- Винники (1666)

- Дроговиж (центр староства з 1465)

- Глиняни (королівщина, 1397)

- Гологори (1469)

- Городок (королівщина, центр староства, 1389)

- Дунаїв (1424)

- Жовква (1603)

- Залізці (1520)

- Золочів (XV ст., 1523)

- Кам'янка-Струмилова (тепер Кам'янка-Бузька) (королівщина Димошин, центр староства, 1448)

- Комарно (1473)

- Костеїв (1397

- Куликів (1469)

- Лешнів (1627)

- Великий Любінь (королівщина, поч. XV ст., 1624)

- Магерів (1591)

- Маркопіль (1650-і рр.)

- Миколаїв (1570)

- Мостиська (королівщина, центр староства, 1404)

- Олесько (1441)

- Перемишляни (1620)

- Підкамінь (1464, 1569)

- Погорільці (1569)

- Поморяни (1456)

- Потелич (XV ст., 1523)

- Розділ(1571)

- Сасів (1615)

- Свірж (кінець XVI ст.)

- Стрий (1431)

- Тадані (1563)

- Щирець (королівщина, повітовий центр, 1397)

- Яворів (королівщина, кінець XV ст., 1569)

- Янів (1611)

Міста Жидачівського повіту
- Вибранівка (до 1631)

- Жидачів (1393)

- Журавно (до 1445, 1563)

- Нові Стрілища (1417)

- Долина(королівщина, 1525)

- Сихів (1525)

- Соколівка (1558)

- Ходорів (1436)
- Журів (1510)

## Галерея гербів міст Львівської землі

Львів
Бережани
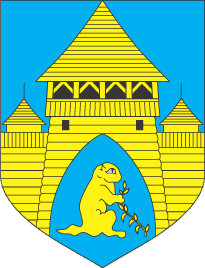
Бібрка
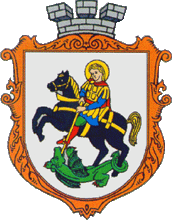
Білий Камінь
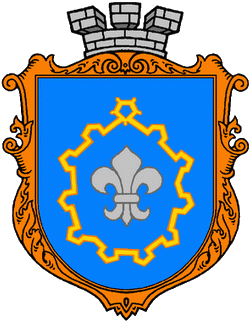
Броди
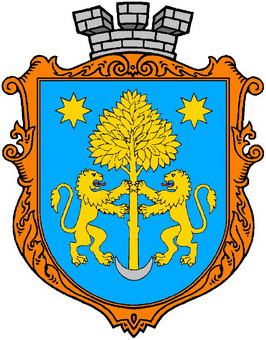
Глиняни
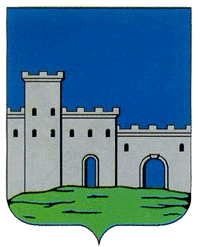
Гологори
Городок
Дунаїв
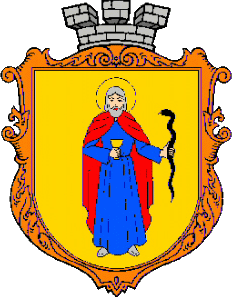
Жовква
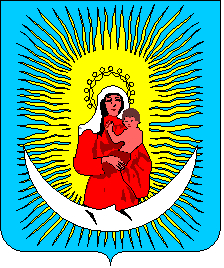
Залізці
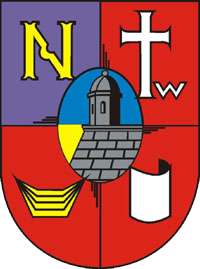
Золочів
Кам'янка-Буська
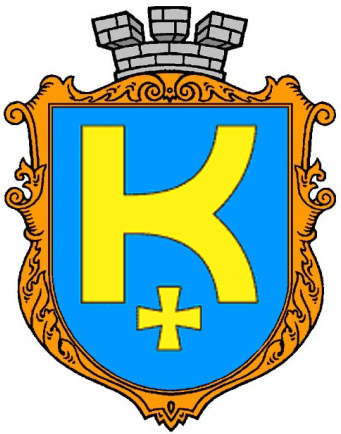
Комарно
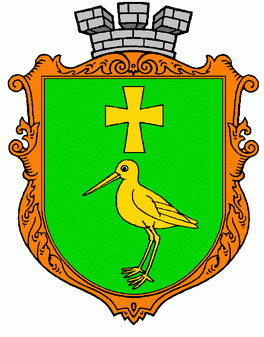
Куликів
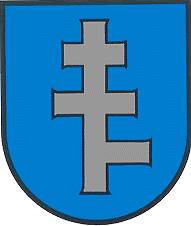
Лешнів
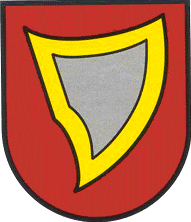
Маркопіль
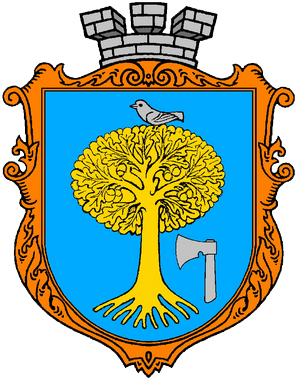
Миколаїв
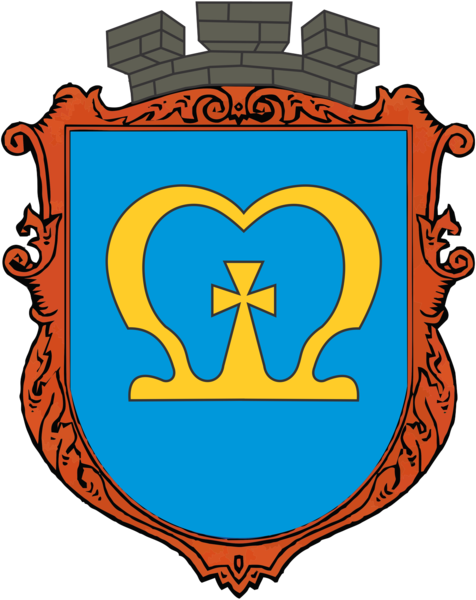
Мостиська
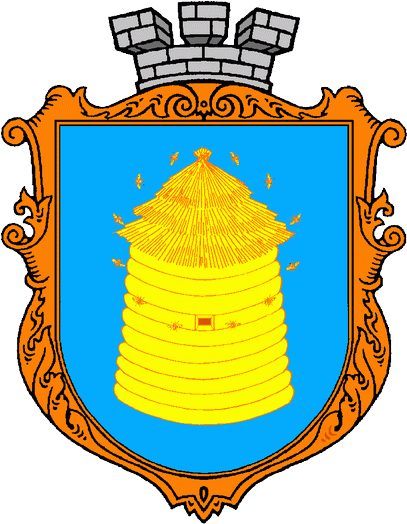
Перемишляни
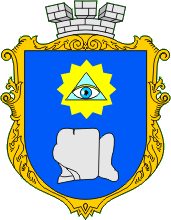
Підкамінь
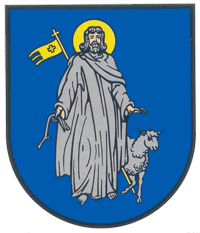
Поморяни
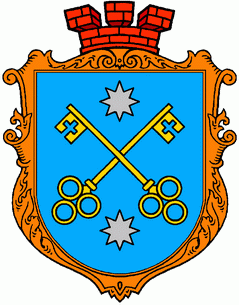
Потелич
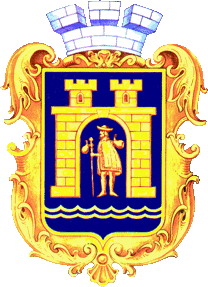
Стрий
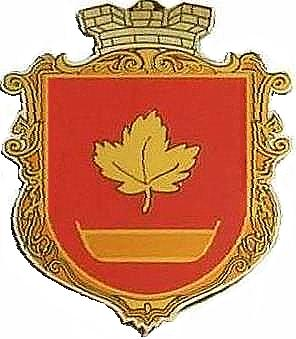
Яворів
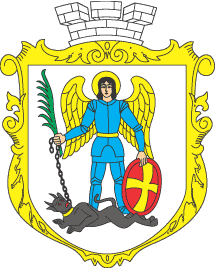
Янів (Івано-Франкове)
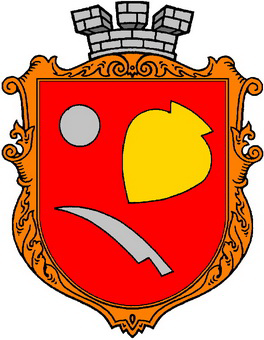
Жидачів
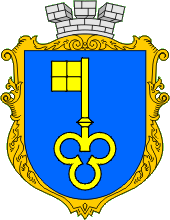
Журавно
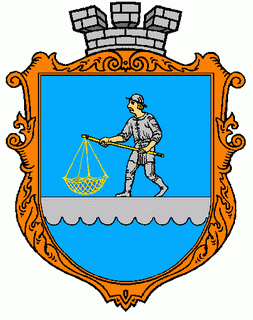
Ходорів